# NCC (gène)
Le NCC (pour « Na+-Cl− cotransporter ») est une protéine avec une fonction de co-transporteur membranaire permettant la réabsorption du sodium et du chlore par le tubule rénal. Son gène est le SLC12A3 situé sur le chromosome 16 humain.

## En médecine
La mutation du gène entraîne un syndrome de Gitelman. D'autres mutations du même gène seraient protectrices contre la survenue d'une hypertension artérielle.
Cette protéine est la cible des diurétiques de type thiazidique.